# WA Reds
Les WA Reds (Western Australia Reds) sont une équipe professionnelle de rugby à XIII, basée à Perth en Australie. Fondée en 1992, sous le nom de Western Reds, elle fait partie des 4 équipes qui ont intégré le championnat australien en 1995. En 1997, elle évolue dans le championnat dissident de la Super League et est renommée à cette occasion, Perth Reds. Cependant à la fin de l'année, le club est mis en sommeil à la suite de la fusion du championnat de l'ARL et de son concurrent, la Super League. En 2006, la WARL et l'ARL décident de faire renaitre le club, qui dans un futur proche réintègrera l'élite australienne. Après avoir joué pendant deux ans dans la Jim Beam Cup, l'équipe sénior cesse d'évoluer dans cette dernière et le club aligne seulement une équipe de moins de 18 ans dans la SG Cup (championnat de Nouvelle-Galles du Sud des moins de 18 ans).